# Casimir zu Castell-Rüdenhausen

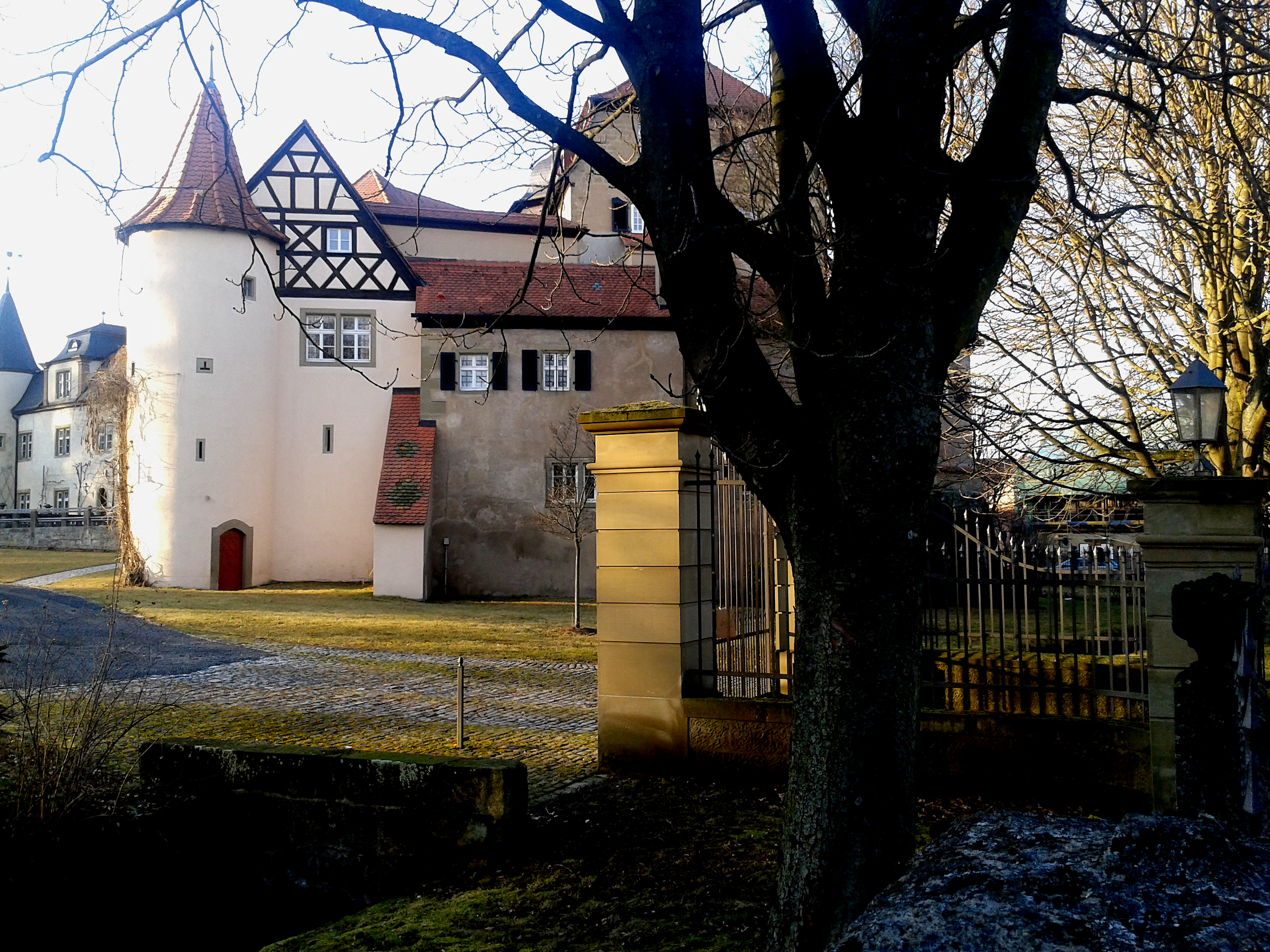
Schloss Rüdenhausen

Casimir Friedrich Fürst zu Castell-Rüdenhausen (Rüdenhausen, 10 maart 1861 − aldaar, 25 april 1933) was de 2e vorst en hoofd van de linie Castell-Rüdenhausen.

## Biografie
Castell-Rüdenhausen werd geboren als lid van het geslacht Castell en zoon van de in 1901 tot Beiers vorst verheven Wolfgang 1e vorst zu Castell-Rüdenhausen (1830-1913) en diens vrouw Emma Prinzessin zu Ysenburg und Büdingen in Büdingen (1841-1926), lid van het geslacht Isenburg. Hij was erfelijk rijksraad van Beieren, en koninklijk Pruisisch en Beiers officier. Hij trouwde in 1905 met Mechtild Gräfin von Bentinck (1877-1940) die op Kasteel Middachten was geboren als dochter van de Britse legatiesecretaris Wilhelm Graf von Bentinck und Waldeck-Limpurg, heer van Middachten en Gaildorf (1848-1912) en de Nederlandse Maria barones van Heeckeren van Wassenaer (1855-1912), lid van de familie Van Heeckeren. Uit dit huwelijk werden verschillende kinderen geboren, onder wie:
- Rupert 3e vorst zu Castell-Rüdenhausen (1910-circa 1944), gesneuveld/vermist
- Siegfried 4e vorst zu Castell-Rüdenhausen (1916-2007), vader van Donata Gräfin zu Castell-Rüdenhausen

Het gezin bewoonde het stamslot van deze linie van het geslacht, Schloss Rüdenhausen.
Na zijn overlijden volgde zijn zoon Rupert hem op als hoofd van de linie en Fürst zu Castell-Rüdenhausen; nadat Rupert eerst op 19 mei 1951 officieel dood verklaard was, volgde zoon Siegfried die op als 4e vorst en hoofd van de linie Castell-Rüdenhausen.